# Hedvargspindel
Hedvargspindel, Alopecosa accentuata, är en spindelart som först beskrevs av Pierre André Latreille 1817.  Hedvargspindel ingår i släktet Alopecosa och familjen vargspindlar. Inga underarter finns listade i Catalogue of Life.